# 榆阳区
榆阳区是中国陕西省榆林市所辖的一个市辖区。区域总面积为7053平方公里，人口約97万人。

## 行政区划
榆阳区下辖12个街道办事处、14个镇、5个乡：
鼓楼街道、青山路街道、上郡路街道、新明楼街道、驼峰路街道、崇文路街道、航宇路街道、长城路街道、金沙路街道、朝阳路街道、沙河路街道、明珠路街道、鱼河镇、上盐湾镇、镇川镇、麻黄梁镇、牛家梁镇、金鸡滩镇、马合镇、巴拉素镇、鱼河峁镇、青云镇、古塔镇、大河塔镇、小纪汗镇、芹河镇、孟家湾乡、小壕兔乡、岔河则乡、补浪河乡和红石桥乡。

## 历史
商代为鬼方部族栖居地。西周至春秋初，先后为严狁、翟人部族。春秋周襄王十七年（前635），晋文公发兵“攘翟”，占据圁水（无定河）、洛水（洛河）间地域。战国周威烈王二十三年（前403），三家分晋，属魏国。周显王八年（前361），魏筑长城，属上郡。周显王四十一年（前328），魏将上郡15邑献纳于秦，建制为上郡肤施县管辖。前297年至前270年，被赵国占据。
明洪武四年（1371年），置绥德卫。洪武九年（1376年）设榆林千户所。成化七年（1471年），置榆林卫。成化九年（1473年），延绥镇治所由绥德迁至榆林城。
民国二年（1913），设榆林道，管辖榆林县。1926年榆林县直隶省辖。1935年陕西省设10个行政督察区，榆林县属第一督察区。1946年10月13日，镇川、鱼河一带解放，10月31日建立镇川县（驻镇川堡）。1949年4月，镇川县改称榆林县。
1949年6月1日，中共占领榆林城，设立榆林市。榆林县、榆林市同隶属于陕甘宁边区陕北行署榆林分区。1950年4月，榆林县、市合并为榆林县，属陕西省榆林专区。1958年12月10日——1961年9月1日，横山县并入榆林县。1988年9月1日，榆林县改为县级榆林市，属榆林地区管辖。 2000年7月1日，榆林地区行政公署撤销、设立地级榆林市，原县级榆林市改为榆阳区。

## 人口
根据2020年第七次全国人口普查结果，榆阳区常住人口为967639人，常住人口数在榆林市12个县级行政区中排第1位。 全区常住人口与2010年第六次全国人口普查的637617 人相比，十年共增加330022 人，增长51.76%，年均增长率为4.26%。

## 交通
- 337国道终点。